# Hunter Doohan
Hunter Doohan (Fort Smith, 19 gennaio 1994) è un attore statunitense, noto per aver interpretato Warren Cave nella serie Truth Be Told, Adam Desiato in Your Honor  e Tyler Galpin nella serie Mercoledì.

## Biografia
Hunter Doohan è figlio del tennista Peter Doohan. È cresciuto a Fort Smith, in Arkansas. Si è interessato alla recitazione attraverso la scuola superiore e i programmi teatrali della comunità. Dopo la scuola superiore ha fatto uno stage presso l'Elizabeth Barnes Casting di Los Angeles prima di svolgere una serie di lavori giornalieri, tra cui comparsa, cameriere e guida turistica degli Universal Studios mentre studiava recitazione e faceva provini.
Nei primi anni della sua carriera ha preso parte a numerosi cortometraggi, scrivendo la sceneggiatura di tre di essi, It's Supposed to be Healthy, After You've Gone e Far from the Tree, e dirigendone un paio, il citato Far from the Tree del 2017, di cui è attore, sceneggiatore e regista, e Travel, sempre del 2017. Ha poi preso parte a un episodio della serie TV del 2015 Coffee House Chronicles, interpretando il personaggio di Owen, che ha poi ripreso nel conseguente film omonimo del 2016 tratto dalla serie. 
Il ruolo più importante per Doohan è stato quello di Warren Cave, la versione più giovane del personaggio di Aaron Paul, nella prima stagione della serie Apple TV+ Truth Be Told (2019-2020), seguito dall'interpretazione di Adam Desiato nei 10 episodi che compongono la prima stagione della serie televisiva Your Honor (2020-2021). Nel 2022 ha interpretato Tyler Galpin nella serie Netflix Mercoledì (Wednesday, 2022).

## Vita privata
Dichiaratamente omosessuale, ha affermato di aver capito di essere gay grazie alla serie Will & Grace. Nel 2022 è convolato a nozze col compagno Fielder Jewett, con cui intratteneva una relazione sentimentale dalla notte di capodanno 2020, con una cerimonia officiata da Bryan Cranston, suo collega nella serie Your Honor.

## Filmografia

### Attore

#### Cinema
- Lost Pursuit, regia di Brandon Broady - cortometraggio (2012)
- Grace, regia di Emma Leslie - cortometraggio (2013)
- Rhonda and Ruby, regia di Lauren Harper - cortometraggio (2014)
- It's Supposed to be Healthy, regia di William Bright - cortometraggio (2015)
- Coffee House Chronicles, regia di Stewart Wade (2016)
- Mosh Opera, regia di Ryan Hoskins - cortometraggio (2016)
- After You've Gone, regia di Tom Gelo - cortometraggio (2016)
- Far from the Tree, regia di Hunter Doohan - cortometraggio (2017)
- Step Into: Miss Laura's, regia di Devon Parks - cortometraggio (2017)
- Dirty Bomb, regia di Valerie McCaffrey - cortometraggio (2018)
- Soundwave, regia di Dylan K. Narang (2018)
- Where We Disappear, regia di Simon Fink (2019)
- Last Patrol on Okinawa, regia di Nick Brokaw - cortometraggio (2021)
- Ringing Rocks, regia di Gus Reed - cortometraggio (2022)
- Free Bench Must Pick Up Today, regia di Gus Reed - cortometraggio (2023)

#### Televisione
- Theo Other Client, regia di Erik Boccio - miniserie TV, episodio 1x06 (2015)
- Coffee House Chronicles - serie TV, episodio 1x06 (2015)
- Westworld - Dove tutto è concesso (Westworld) – serie TV, episodio 2x03 (2018)
- Cagney and Lacey, regia di Rosemary Rodriguez - film TV (2018)
- Schooled – serie TV, episodio 1x01 (2019)
- What/If – miniserie TV, episodio 1x07 (2019)
- Aware I'm Rare - serie TV, episodio 1x01 (2019)
- Truth Be Told – serie TV, 8 episodi (2019-2020)
- Your Honor – serie TV, 10 episodi (2020-2021)
- Mercoledì (Wednesday) – serie TV, 12 episodi (2022-2025)
- Daredevil - Rinascita - serie TV, 9 episodi (2024)

### Regista
- Far from the Tree - cortometraggio (2017)
- Travel - cortometraggio (2017)

### Sceneggiatore
- It's Supposed to be Healthy, regia di William Bright - cortometraggio (2015)
- After You've Gone, regia di Tom Gelo - cortometraggio (2016)
- Far from the Tree, regia di Hunter Doohan - cortometraggio (2017)

## Riconoscimenti
- Bare Bones International Film & Music Festival
  - 2019 - Candidatura al miglior cast per Soundwave (condiviso con altri)
- North Hollywood Cinefest
  - 2019 - Candidatura al miglior attore per Soundwave
- Northern Virginia International Film and Music Festival
  - 2019 - Miglior attore per Soundwave

## Doppiatori italiani
Nelle versioni in italiano delle opere in cui ha recitato, Hunter Doohan è stato doppiato da:
- Andrea Di Maggio in Mercoledì, Daredevil: Rinascita
- Federico Campaiola in Your Honor